# كيلين كليمنس
كيلين كليمنس (بالإنجليزية: Kellen Clemens)‏ هو لاعب كرة قدم أمريكية أمريكي، ولد في 6 يونيو 1983 في بورنز في الولايات المتحدة.

## وصلات خارجية
- كيلين كليمنس على موقع إي إس بي إن.كوم (أن.أف.أل)3
- كيلين كليمنس على موقع مرجع كرة القدم المحترفة.كوم (الإنجليزية)
- كيلين كليمنس على موقع كلية كرة القدم في سبورتس رفرنس.كوم (الإنجليزية)